# СВБ Сандвуйк
«СВБ Сандвуйк» (фар. Sandvíkar Bóltfelag) — фарерский футбольный клуб, представлявший деревню Сандвуйк. Функционировал в первой половине 1940-х годов и был расформирован после окончания британской оккупации Фарерских островов. Цвета клуба — белый и красный. Участник первого чемпионата Фарерских островов по футболу, проходившего в 1942 году.

## История клуба
В качестве следствия начавшейся в 1939 году Второй мировой войны молодёжь из Сандвуйка не могла заниматься традиционными промыслами как прежде, и потому стала гораздо активнее вовлекаться в спортивную жизнь Фарерских островов. В 1940 году группой инициативной молодёжи был основан «СВБ», имевший не только футбольное, но и гандбольное отделение. В 1942 году «СВБ» заявился на первый чемпионат Фарерских островов по футболу, став одним из трёх клубов с острова Сувурой, принявших участие на турнире. Чемпионат проходил по системе плей-офф, и в качестве первого соперника «СВБ» достался «Ройн» из соседней Квальбы. Первая встреча команд состоялась 14 июня в Сандвуйке. В её первой половине «Ройн» забил 4 гола в ворота «СВБ», а во втором тайме квальбичи довершили разгром, поразив ворота хозяев поля ещё 1 раз. Ответная встреча не состоялась, потому что два футболиста «СВБ» получили травмы в первой игре и не успели оправиться от них, а замены им не нашлось. В 1943 году «СВБ» отказался от участия в фарерском первенстве. Два года спустя завершилась Вторая мировая война. С началом деоккупации Фарерских островов британцами жители Сандвуйка смогли вернуться к привычным занятиям. Бывшие футболисты и гандболисты «СВБ» стали регулярно ходить в море, что означало фактическую ликвидацию всего спортивного клуба.

## Игроки клуба
Все футболисты «СВБ» были жителями Сандвуйка. После ликвидации команды никто из них не продолжил футбольную карьеру.
| - Нильс Йохансон Поульсен - Нильс Паули Берг-Якобсен - Оливер Томсен - Йохан Поульсен - Туммас Якобсен - Йенс М. Нильсен | - Кристиан Якобсен - Доаниэль Якобсен - Паули Поульсен - Паули Йоэнсен - Петур Петерсен |